# Lancaster, Kansas
Lancaster är en ort i Atchison County i Kansas. Vid 2010 års folkräkning hade Lancaster 298 invånare.